# Made in Hong Kong (And in Various Other Places)
Made in Hong Kong (And in Various Other Places) is een live-album van de Finse band Nightwish, samengesteld uit optredens tijdens de Dark Passion Play-tour in 2007-2008, dat werd uitgebracht in maart 2009. Op de cd staan nummers opgenomen in Hong Kong, Zwitserland, Duitsland, Finland, Oostenrijk en het Verenigd Koninkrijk, dit zijn allemaal live-versie van nummers van het album Dark Passion Play. Daarnaast staan er op de cd twee nummers die eerder verschenen als B-kant van singles, en een niet eerder uitgebrachte demo. Bij de cd zit ook een dvd, hierop staan de documentaire Back in the Day... is Now (een achter de schermen-verslag van de Dark Passion Play-tour) en drie videoclips.

## Tracklist

### CD
| Nr. | Titel                             | Tekst      | Muziek              | Opmerkingen                             | Duur  |
| --- | --------------------------------- | ---------- | ------------------- | --------------------------------------- | ----- |
| 1.  | Bye Bye Beautiful (live)          | Holopainen | Holopainen          |                                         | 4:34  |
| 2.  | Whoever Brings the Night (live)   | Holopainen | Vuorinen            |                                         | 4:24  |
| 3.  | Amaranth (live)                   | Holopainen | Holopainen          |                                         | 4:17  |
| 4.  | The Poet and the Pendulum (live)  | Holopainen | Holopainen          |                                         | 13:59 |
| 5.  | Sahara (live)                     | Holopainen | Holopainen          |                                         | 6:10  |
| 6.  | The Islander (live)               | Holopainen | Hietala             |                                         | 5:25  |
| 7.  | Last of the Wilds (live)          | Holopainen | Holopainen          |                                         | 6:31  |
| 8.  | 7 Days to the Wolves (live)       | Holopainen | Holopainen, Hietala |                                         | 7:17  |
| 9.  | Escapist                          | Holopainen | Holopainen          | B-side van de single Bye Bye Beautiful. | 4:59  |
| 10. | While Your Lips Are Still Red     | Holopainen | Holopainen, Hietala | B-kant van de single Amaranth           | 4:18  |
| 11. | Cadence of Her Last Breath (demo) | Holopainen | Holopainen          | Niet eerder uitgegeven demo-versie      | 4:14  |

### Dvd
- Back in the Day... is Now (A Dark Passion Play World Tour 2007-2008 documentary)
- Bye Bye Beautiful (promotional video)
- Amaranth (promotional video)
- The Islander (promotional video)

## Hitnotering
| "Made in Hong Kong (And in Various Other Places)" in de Nederlandse Album Top 100 - binnen: 21-03-2009 | "Made in Hong Kong (And in Various Other Places)" in de Nederlandse Album Top 100 - binnen: 21-03-2009 | "Made in Hong Kong (And in Various Other Places)" in de Nederlandse Album Top 100 - binnen: 21-03-2009 |
| Week                                                                                                   | 01 | |
| --- | --- | --- |
| Nummer                                                                                                 | 20 | uit |